# Gibbs (producent muzyczny)
Gibbs, właściwie Mateusz Michał Przybylski (ur. 24 października 1995 w Kłobucku) – polski raper, autor tekstów i producent muzyczny. Członek zespołu Fonos oraz jeden z założycieli studia oraz ekipy DopeHouse.
Producent współpracował z takimi artystami jak: Kali, Sarius, Kacper HTA, Kiełas, Oliver Olson, Avi, Opał, INDEB.
Do tej pory w swojej karierze wydał 11 albumów kolaboracyjnych i 2 solowe.

## Dyskografia

### Albumy

#### Solowe
| Rok  | Album                                                          | Pozycja na liście | Sprzedaż        | Certyfikat               |
| Rok  | Album                                                          | POL               | Sprzedaż        | Certyfikat               |
| ---- | -------------------------------------------------------------- | ----------------- | --------------- | ------------------------ |
| 2021 | Czarno na białym - Data: 30 września 2021 - Wydawca: DopeHouse | 2                 | - POL: 150 000+ | - ZPAV: diamentowa płyta |
| 2023 | Safe - Data: 24 października 2023 - Wydawca: DopeHouse         | 1                 | - POL: 150 000+ | - ZPAV: diamentowa płyta |

#### Współpraca
| Rok  | Album                                                                                | Pozycja na liście | Sprzedaż        | Certyfikat                 |
| Rok  | Album                                                                                | POL               | Sprzedaż        | Certyfikat                 |
| ---- | ------------------------------------------------------------------------------------ | ----------------- | --------------- | -------------------------- |
| 2014 | Sentymentalnie (oraz Kali) - Data: 10 października 2014 - Wydawca: Ganja Mafia Label | 2                 | - ZPAV: 30 000+ | - ZPAV: platynowa płyta    |
| 2017 | Czasem EP (oraz Sarius) - Data: 11 kwietnia 2017 - Wydawca: Stoprocent               | –                 |                 |                            |
| 2017 | Antihype (oraz Sarius) - Data: 17 listopada 2017 - Wydawca: Antihype                 | 6                 | - POL: 30 000+  | - ZPAV: platynowa płyta    |
| 2018 | Wszystko co złe (oraz Sarius) - Data: 31 sierpnia 2018 - Wydawca: Antihype           | 1                 | - POL: 30 000+  | - ZPAV: platynowa płyta    |
| 2019 | Iluzja (oraz Kacper HTA) - Data: 31 maja 2019 - Wydawca: Ghetto Music                | 6                 | - POL: 30 000+  | - ZPAV: platynowa płyta    |
| 2019 | Lidokaina (oraz Fonos) - Data: 10 maja 2019 - Wydawca: DopeHouse                     | 9                 |                 |                            |
| 2020 | Mantra (oraz Kacper HTA i Fonos) - Data: 16 października 2020 - Wydawca: DopeHouse   | 1                 | - POL: 60 000+  | - ZPAV: 2× platynowa płyta |
| 2021 | Połączenia (oraz Opał) - Data: 9 lipca 2021 - Wydawca: Voodoo People                 | 2                 | - POL: 30 000+  | - ZPAV: platynowa płyta    |
| 2021 | Hample (oraz Favst) - Data: 9 grudnia 2021 - Wydawca: QueQuality                     | 3                 | - POL: 30 000+  | - ZPAV: platynowa płyta    |
| 2022 | Dopehouse Mixtape - Data: 26 sierpnia 2022 - Wydawca: DopeHouse                      | 1                 | - POL: 150 000+ | - ZPAV: diamentowa płyta   |
| 2025 | Połączenia 2 (oraz Opał) - Data: 21 lutego 2025 - Wydawca: DopeHouse, Voodoo People  | 1                 |                 |                            |

### Single
| Rok  | Tytuł                                                                           | Certyfikat                  | Album              |
| ---- | ------------------------------------------------------------------------------- | --------------------------- | ------------------ |
| 2019 | „Iluzja” (oraz Kacper HTA)                                                      | - ZPAV: 2× platynowa płyta  | Iluzja             |
| 2020 | „Halo” (oraz Favst; gośc. Kukon)                                                | - ZPAV: 2× platynowa płyta  | Hample             |
| 2020 | „Joan Miro”                                                                     |                             | Czarno na białym   |
| 2021 | „Cinema City”                                                                   |                             | Mantra             |
| 2021 | „Bletka” (oraz Opał)                                                            | - ZPAV: platynowa płyta     | Połączenia         |
| 2021 | „Odbierz mnie” (oraz Opał)                                                      | - ZPAV: 2× platynowa płyta  | Połączenia         |
| 2021 | „Palo Santo” (oraz Opał)                                                        | - ZPAV: platynowa płyta     | Połączenia         |
| 2021 | „O2” (oraz Opał)                                                                | - ZPAV: platynowa płyta     | Połączenia         |
| 2021 | „Kompas”                                                                        |                             | Czarno na białym   |
| 2021 | „Bazgroł” (oraz Opał)                                                           | - ZPAV: złota płyta         | Połączenia         |
| 2021 | „Nigdy albo zawsze”                                                             |                             | Czarno na białym   |
| 2021 | „Cień przypadku”                                                                |                             | Czarno na białym   |
| 2022 | „Gehenna” (oraz Favst; gośc. Hinol PW)                                          |                             | Hample             |
| 2022 | „Bohaterowie niezapisanych wspomnień” (gośc. Oliver Olson, Opał)                |                             | singel niealbumowy |
| 2022 | „Piękny świat" (oraz Kiełas)                                                    | - ZPAV: 3× diamentowa płyta | Dopehouse Mixtape  |
| 2022 | „Ztb” (oraz Favst)                                                              | - ZPAV: 2× platynowa płyta  | Qmple              |
| 2022 | „Pogoda, drinki, plaża”                                                         | - ZPAV: 4× platynowa płyta  | Dopehouse Mixtape  |
| 2022 | „Znikam”                                                                        | - ZPAV: diamentowa płyta    | Dopehouse Mixtape  |
| 2022 | „Zodiak” (oraz Indeb)                                                           | - ZPAV: platynowa płyta     | Dopehouse Mixtape  |
| 2022 | „Nowy dom” (oraz Opał)                                                          | - ZPAV: platynowa płyta     | Dopehouse Mixtape  |
| 2022 | „Zanim przyjdzie dzień” (oraz Opał, Filipek, Przyłu, Bober, Szymi Szyms, OsaKa) |                             | Qmple              |
| 2022 | „Duchy” (oraz Przyłu)                                                           |                             | Qmple              |
| 2022 | „Oda do butli” (oraz Szymi Szyms, OsaKa)                                        | - ZPAV: złota płyta         | Qmple              |
| 2022 | „Za wcześnie” (oraz Bober, Przyłu, Filipek, Miszel, Szymi Szyms, OsaKa)         |                             | Qmple              |
| 2022 | „Scooby” (oraz Oliver Olson)                                                    | - ZPAV: złota płyta         | Dopehouse Mixtape  |
| 2023 | „Stan”                                                                          |                             | Safe               |
| 2023 | „Samotność”                                                                     |                             | Safe               |
| 2023 | „Safe”                                                                          |                             | Safe               |
| 2023 | „Zawsze chciałem”                                                               |                             | Safe               |
| 2023 | „Złoty chłopak”                                                                 |                             | Safe               |
| 2024 | „Róż” (oraz Jonatan, Bletka)                                                    | - ZPAV: diamentowa płyta    |                    |

Występy gościnne
| Rok  | Tytuł                                                                  | Certyfikat              | Album                        |
| ---- | ---------------------------------------------------------------------- | ----------------------- | ---------------------------- |
| 2020 | „Jest później niż ci się wydaje” (Kafar; gośc. Gibbs)                  | - ZPAV: złota płyta     | Panaceum 3: Czarno na białym |
| 2020 | „Plastikowe kwiaty” (Kartky gośc. Gibbs)                               | - ZPAV: złota płyta     | Outside of Society           |
| 2021 | „Nostalgia” (Kacper HTA; gośc. Pezet, Avi, Gibbs)                      | - ZPAV: złota płyta     | Red Pill                     |
| 2022 | „Hotel Odyseusz” (Nullizmatyk, Filipek; gośc. Gibbs, Diana Ciecierska) | - ZPAV: platynowa płyta | Antyviral                    |
| 2023 | „Nie spojrzę za siebie” (Inee; gośc. Gibbs)                            | - ZPAV: złota płyta     | Manga                        |
| 2023 | „Magnolia” (Opał, Jonatan; gośc. Gibbs)                                | - ZPAV: złota płyta     | Pierwsza jesień bez depresji |
| 2024 | „Jestem” (Indeb; gośc. Gibbs)                                          | - ZPAV: złota płyta     | Gatunek                      |
| 2024 | „Jackpot” (Jonatan; gośc. Gibbs)                                       | - ZPAV: złota płyta     |                              |
| 2024 | „Wosk” (4Money; gośc. Gibbs)                                           | - ZPAV: platynowa płyta |                              |
| 2024 | „Indica” (PSR; gośc. Paluch, Gibbs)                                    | - ZPAV: złota płyta     |                              |

### Inne certyfikowane utwory
| Rok  | Tytuł                                              | Certyfikat                 | Album                   |
| ---- | -------------------------------------------------- | -------------------------- | ----------------------- |
| 2021 | „Bratushka” (oraz Opał; gośc. Floral Bugs)         | - ZPAV: złota płyta        | Połączenia              |
| 2022 | „Diamond Fetish” (Kukon; gośc. Gibbs)              | - ZPAV: platynowa płyta    | Kukonozaur Mixtape Mood |
| 2022 | „Pył” (oraz Opał)                                  | - ZPAV: złota płyta        | Dopehouse Mixtape       |
| 2022 | „Budzę się w snach” (gośc. Kukon)                  | - ZPAV: platynowa płyta    | Dopehouse Mixtape       |
| 2022 | „Ostatni” (gośc. Janek)                            | - ZPAV: 4× platynowa płyta | Dopehouse Mixtape       |
| 2022 | „Bushido” (oraz GMB (Fonos))                       | - ZPAV: złota płyta        | Dopehouse Mixtape       |
| 2022 | „30 stopni” (gośc. Avi)                            | - ZPAV: platynowa płyta    | Dopehouse Mixtape       |
| 2022 | „List” (oraz Oliver Olson)                         | - ZPAV: złota płyta        | Dopehouse Mixtape       |
| 2022 | „Daj tylko czas” (oraz Kacper HTA, Oliver Olson)   | - ZPAV: złota płyta        | Dopehouse Mixtape       |
| 2022 | „Miłość na sprzedaż” (Pezet; gośc. Gibbs)          | - ZPAV: złota płyta        | Muzyka komercyjna       |
| 2023 | „Exit” (Polska Wersja; gośc. Gibbs)                | - ZPAV: 2× platynowa płyta | Na waszych oczach       |
| 2023 | „C’est la vie” (Avi; gośc. Gibbs)                  | - ZPAV: platynowa płyta    | Mały książę             |
| 2024 | „Filmy” (Szpaku, Deemz; gośc. Gibbs, Kaz Bałagane) | - ZPAV: złota płyta        | Mati EP                 |

## Teledyski
| Rok  | Tytuł                                                                   | Reżyseria / realizacja                   | Źródło  |
| ---- | ----------------------------------------------------------------------- | ---------------------------------------- | ------- |
| 2014 | „Piękny ból” (oraz Kali)                                                | Sensi&                                   | [ 85 ]  |
| 2014 | „H.E.R.O.” (oraz Kali)                                                  | Marcin „Kali” Gutkowski                  | [ 86 ]  |
| 2014 | „Panta Rhei” (oraz Kali)                                                | Paweł Poździk, Marcin „Kali” Gutkowski   | [ 87 ]  |
| 2019 | „Iluzja” (oraz Kacper HTA)                                              |                                          | [ 29 ]  |
| 2020 | „Jest później niż ci się wydaje” (Kafar; gośc. Gibbs)                   | Distort Media                            | [ 62 ]  |
| 2020 | „Halo” (oraz Favst; gośc. Kukon)                                        | Igor Ignacy Leśniewski                   | [ 88 ]  |
| 2021 | „Cinema City”                                                           | Adrian Kawa / Distort Media              | [ 33 ]  |
| 2021 | „Bletka” (oraz Opał)                                                    | Distort Media                            | [ 34 ]  |
| 2021 | „Odbierz mnie” (oraz Opał)                                              | Distort Media                            | [ 35 ]  |
| 2021 | „Palo Santo” (oraz Opał)                                                | Adrian Kawa / Distort Media              | [ 89 ]  |
| 2021 | „O2” (oraz Opał)                                                        | Adrian Kawa / Distort Media              | [ 37 ]  |
| 2021 | „Kompas”                                                                |                                          | [ 38 ]  |
| 2021 | „Bazgroł” (oraz Opał)                                                   | Adrian Kawa / Distort Media              | [ 90 ]  |
| 2021 | „Nigdy albo zawsze”                                                     | Max Gronowski                            | [ 41 ]  |
| 2021 | „Cień przypadku”                                                        | Michał Mazurek                           | [ 91 ]  |
| 2022 | „Gehenna” (oraz Favst; gośc. Hinol PW)                                  | Przemysław Gomuła                        | [ 92 ]  |
| 2022 | „Ztb” (oraz Favst)                                                      | LocoFilm                                 | [ 93 ]  |
| 2022 | „Pogoda, drinki, plaża”                                                 | 404Media                                 | [ 47 ]  |
| 2022 | „Znikam”                                                                | DistortMedia                             | [ 48 ]  |
| 2022 | „Zodiak” (oraz Indeb)                                                   | DistortMedia                             | [ 49 ]  |
| 2022 | „Nowy dom” (oraz Opał)                                                  | Przemysław Gomuła                        | [ 94 ]  |
| 2022 | „Duchy” (oraz Przyłu)                                                   | Wojciech Koziara                         | [ 52 ]  |
| 2022 | „Za wcześnie” (oraz Bober, Przyłu, Filipek, Miszel, Szymi Szyms, OsaKa) | Kacper Bartecki                          | [ 95 ]  |
| 2022 | „30 stopni” (gośc. Avi)                                                 | King Yeti                                | [ 96 ]  |
| 2022 | „Scooby” (oraz Oliver Olson)                                            | King Yeti Filmz                          | [ 55 ]  |
| 2022 | „Bushido” (oraz GMB (Fonos))                                            | Hypevision                               | [ 97 ]  |
| 2023 | „Exit” (Polska Wersja; gośc. Gibbs)                                     |                                          | [ 82 ]  |
| 2023 | „Nie spojrzę za siebie” (Inee; gośc. Gibbs)                             | Pan Filmowiec                            | [ 98 ]  |
| 2023 | „Stan”                                                                  | DistortMedia                             | [ 56 ]  |
| 2023 | „Samotność”                                                             | Michał Radziejewski                      | [ 57 ]  |
| 2023 | „Zawsze chciałem”                                                       | Adrian Kawa / Distort Media              | [ 99 ]  |
| 2023 | „Złoty chłopak”                                                         | Michał Radziejewski, Kosma Masny         | [ 100 ] |
| 2023 | „Magnolia” (Opał, Jonatan; gośc. Gibbs)                                 | Adrian Kawa, Łukasz Opiłka, Maciej Malik | [ 101 ] |
| 2024 | „Jestem” (Indeb; gośc. Gibbs)                                           | Adrian Kawa / Distort Media              | [ 102 ] |
| 2024 | „Jackpot” (Jonatan; gośc. Gibbs)                                        | Marcin Kopiec / Mort Video               | [ 70 ]  |
| 2024 | „Wosk” (4Money; gośc. Gibbs)                                            | DistortMedia                             | [ 103 ] |
| 2024 | „Róż” (oraz Jonatan, Bletka)                                            | Marcin Kopiec                            | [ 61 ]  |